# Union Grove (Alabama)
Union Grove es un pueblo ubicado en el condado de Marshall en el estado estadounidense de Alabama. En el censo de 2000, su población era de 94.

## Demografía
En el 2000 la renta per cápita promedia del hogar era de $ 36.250$ , y el ingreso promedio para una familia era de 36.250$. El ingreso per cápita para la localidad era de 15.467$. Los hombres tenían un ingreso per cápita de 32.292$ contra 19.375$ para las mujeres.

## Geografía
Union Grove está situado en 34°24′0″N 86°26′46″O / 34.40000, -86.44611 (34.400088, -86.446049)
Según la Oficina del Censo de los EE. UU., la ciudad tiene un área total de 0.82 millas cuadradas (2.12 km²).